# Otto Lochmann

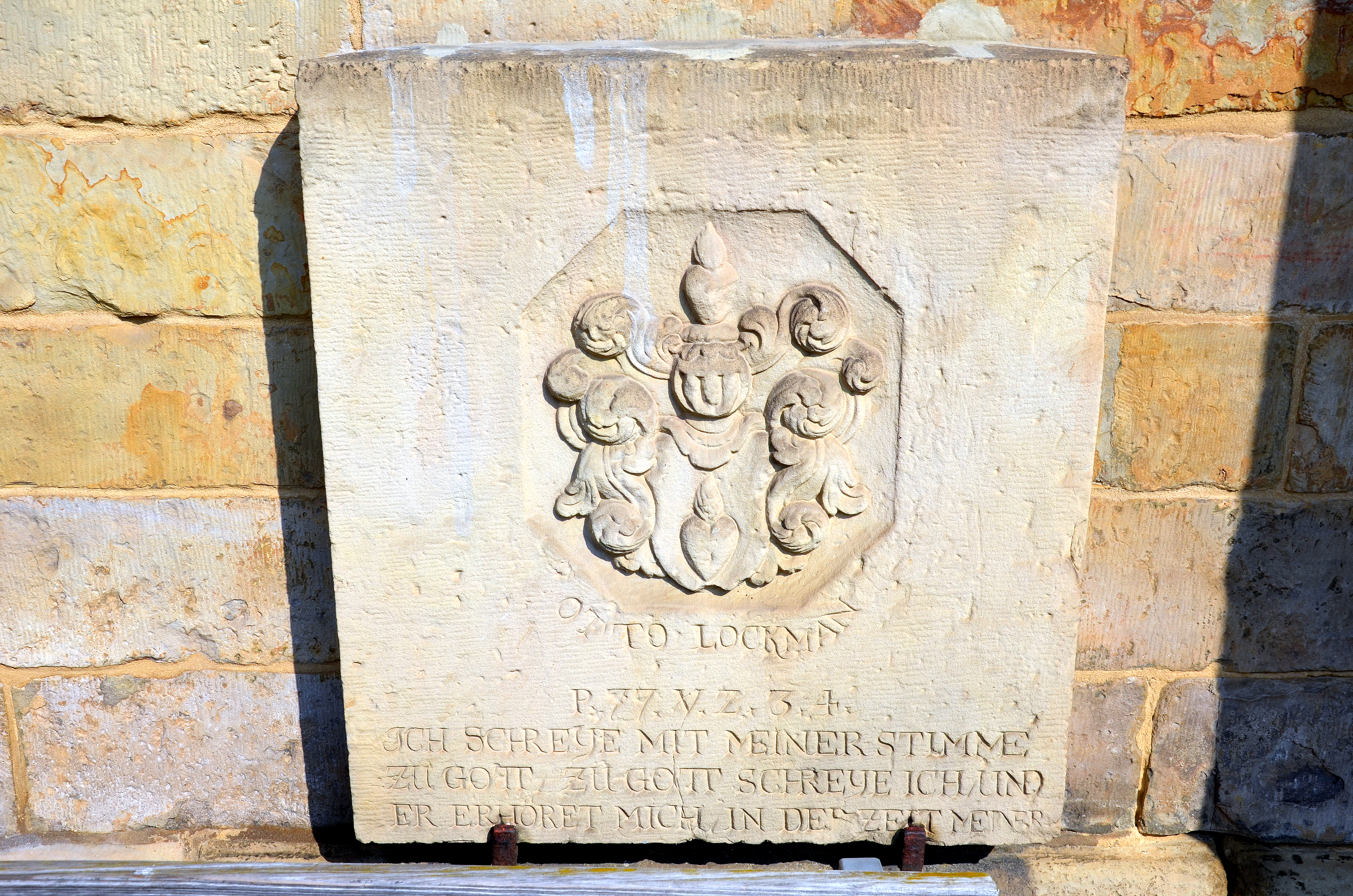
Wappen auf dem – heutigen – Epitaph von Otto Lochmann an der Neustädter Hof- und Stadtkirche St. Johannis in der Calenberger Neustadt in Hannover

Otto Lochmann (auch: Otto Lockmann; * um 1650; † 1704 in Hannover) war ein Kurfürstlich-Hannoverscher Hof-Fourier und gilt als „[...] einer der ersten ‚Taxiunternehmer‘ von Hannover“ sowie als Stammvater des niedersächsischen Adelsgeschlechts Lochmann von Königsfeld.

## Leben
Der im späteren Niedersachsen zur Zeit des Herzogtums Braunschweig-Lüneburg geborene Otto Lochmann wurde urkundlich 1682 als Hoffourier der Residenzstadt Hannover erwähnt, als er und seine Ehefrau Anna Elsabeth, geborene Altmann († 1725) am 6. August 1682 ihren später als Ernst August Samuel Lochmann von Königsfeld geadelten Sohn taufen ließen.
Da die alte und rasch überfüllte Stadt Hannover für den bis zu 400 Köpfe zählenden Hofstaat der Landesherrschaft zu wenig Raum geboten hatte, diente schon während des Dreißigjährigen Krieges ab 1636 die auf der anderen Seite der Leine entwickelte und in die Stadtbefestigung Hannovers einbezogene Calenberger Neustadt als neuer Standort sowohl der landesherrlichen Behörden als auch als Wohnsitz der Bediensteten und Soldaten des Herzogs. Auch reiche Kaufleute und Adlige ließen sich nun in der Calenberger Neustadt nieder. Für diese neue Stadt ersuchte auch Otto Lochmann ab 1690 eine Baugenehmigung, konkret betitelt als „Genehmigung zur Bebauung eines freien Platzes auf dem Brande in der Neustadt bei Hannover und einer dazugehörigen Freiheitskonzession für den Kammerregistrator Balthasar Oswald Otto und den Kammerfourier Otto Lochmann“.
Etwa zur Zeit der Erhebung des Herzogtums zum Kurfürstentum Hannover im Jahr 1692 erteilte Kurfürst Ernst August seinem umtriebigen Hofkurier Lochmann das sogenannte „Portechaisenprivileg“: Durch dieses Privileg, Sänften-Dienste anzubieten, war Otto Lochmann sowohl berechtigt als auch „[...] verpflichtet, fünf Sänften mit zehn Trägern in der Zeit von acht Uhr morgens bis Mitternacht vor der Hofküchenstube in der Schlossstraße [am Leineschloss] für das vornehme Publikum bereitzuhalten“. Die Taxe von bis zu einem Taler pro Tag leisteten sich Wohlhabende, die die Stadt aufgrund fehlender Kanalisation nicht zu Fuß durchqueren wünschten. Für das gemeine Volk blieben Lochmanns Dienste allerdings unerschwinglich, verdiente doch sogar ein Maurermeister gerade mal etwa sieben Mariengroschen am Tag.
Im Zusammenhang mit der sogenannten „Königsmark-Affäre“ und zehn Tage nach dem „Verschwinden“ von Philipp Christoph von Königsmarck verhaftete Otto Lochmann – gemeinsam mit dem Gardeleutnant von Spörcken – am 22. Juli 1694 die Eleonore von dem Knesebeck und setzte sie zunächst in dem Gemach des Leineschlosses fest, in dem zuvor der Delinquent Otto-Friedrich von Moltke seiner Hinrichtung entgegensah. Von dem Knesebeck war die Kammerjungfer der Sophie-Dorothea, Herzogin von Braunschweig und Lüneburg; Letztere sollte als die verbannte Prinzessin von Ahlden in die Geschichte eingehen.
Nachdem Otto Lochmann 1704 gestorben war, wurde er – wie viele privilegierte Hofbeamte seiner Zeit – in der Neustädter Hof- und Stadtkirche St. Johannis beigesetzt. Sein – beschädigter und dennoch denkmalgeschützter – Grabstein findet sich heute als Epitaph und erhaltenem Wappen an der Kirchenaußenmauer.
Für den zuvor der Familie von Otto Lochmann zugestandenen Gartenplatz in der Calenberger Neustadt ersuchte dann der Geheime Rat Andreas Gottlieb von Bernstorff für sich, seine Ehefrau und seine Kinder um eine Baugenehmigung.

## Archivalien
Archivalien von und über Otto Lochmann finden sich beispielsweise
- aus der Zeit von 1690 bis 1708 im Niedersächsischen Landesarchiv (Standort Hannover), alte Archivsignatur Cal. Br. 15 L Nr. 181 als
  - Genehmigung zur Bebauung eines freien Platzes auf dem Brande in der Neustadt bei Hannover und einer dazugehörigen Freiheitskonzession für den Kammerregistrator Balthasar Oswald Otto und den Kammerfourier Otto Lochmann;
  - sowie die anschließende Genehmigung an den Geheimen Rat Andreas Gottlieb von Bernstorff, seine Frau und Kinder zur Bebauung des der Familie Lochmann zugestandenen Gartenplatzes[6]